# آزادماهی ائوسن
آزادماهی ائوسن (نام علمی: Eosalmo driftwoodensis) نام یک گونه از تیره آزادماهیان است.